# Georg Merrem
Georg Merrem (* 21. September 1908 in Königsberg (Preußen); † 8. Juli 1971 in Leipzig) war ein deutscher Neurochirurg.

## Leben
Merrem war der Sohn des Chirurgen Karl Blasius Merrem und von Agnes Jacob und studierte nach dem Abitur in Berlin ab 1927 bis 1932 Medizin in Tübingen und Berlin. Er trat zum 1. Juni 1931 der NSDAP bei (Mitgliedsnummer 560.970). Sein Praktikum absolvierte er ab 1932 am Hedwigs-Krankenhaus in Berlin und war danach Assistenzarzt am Augusta-Hospital Berlin. 1933 wurde er zum Dr. med. promoviert (Die Behandlung der multiplen Sklerose mit Germanin) und 1938 Facharzt für Chirurgie. Von 1939 bis 1946 war er Chirurg bei der Wehrmacht an Lazaretten und war auch schon leitender Hirnchirurg. Nach Kriegsgefangenschaft wurde er 1947 erster Oberarzt für Chirurgie am Stadtkrankenhaus Dresden-Johannstadt.
1949 wurde Merrem Leiter der Neurochirurgie an der Psychiatrischen und Nervenklinik der Universität Leipzig. 1951 habilitierte er sich in Chirurgie und Neurochirurgie (Die Chirurgie des Ventrikelsystems als Ergebnis histopathologischer Beobachtungen und neurochirurgischer Erfahrungen ) und wurde Dozent. 1954 wurde er Direktor der neu gegründeten Neurochirurgischen Klinik der Universität Leipzig, 1955 Professor mit Lehrauftrag für Neurochirurgie und 1959 Professor mit Lehrstuhl in Leipzig. 1959 bis 1961 war er Dekan der medizinischen Fakultät in Leipzig und 1961 bis 1963 Prodekan. Ab 1969 war er ordentlicher Professor. Von 1959 bis 1962 war er auch kommissarischer Leiter der Neurochirurgie der chirurgischen Universitätsklinik in Halle.

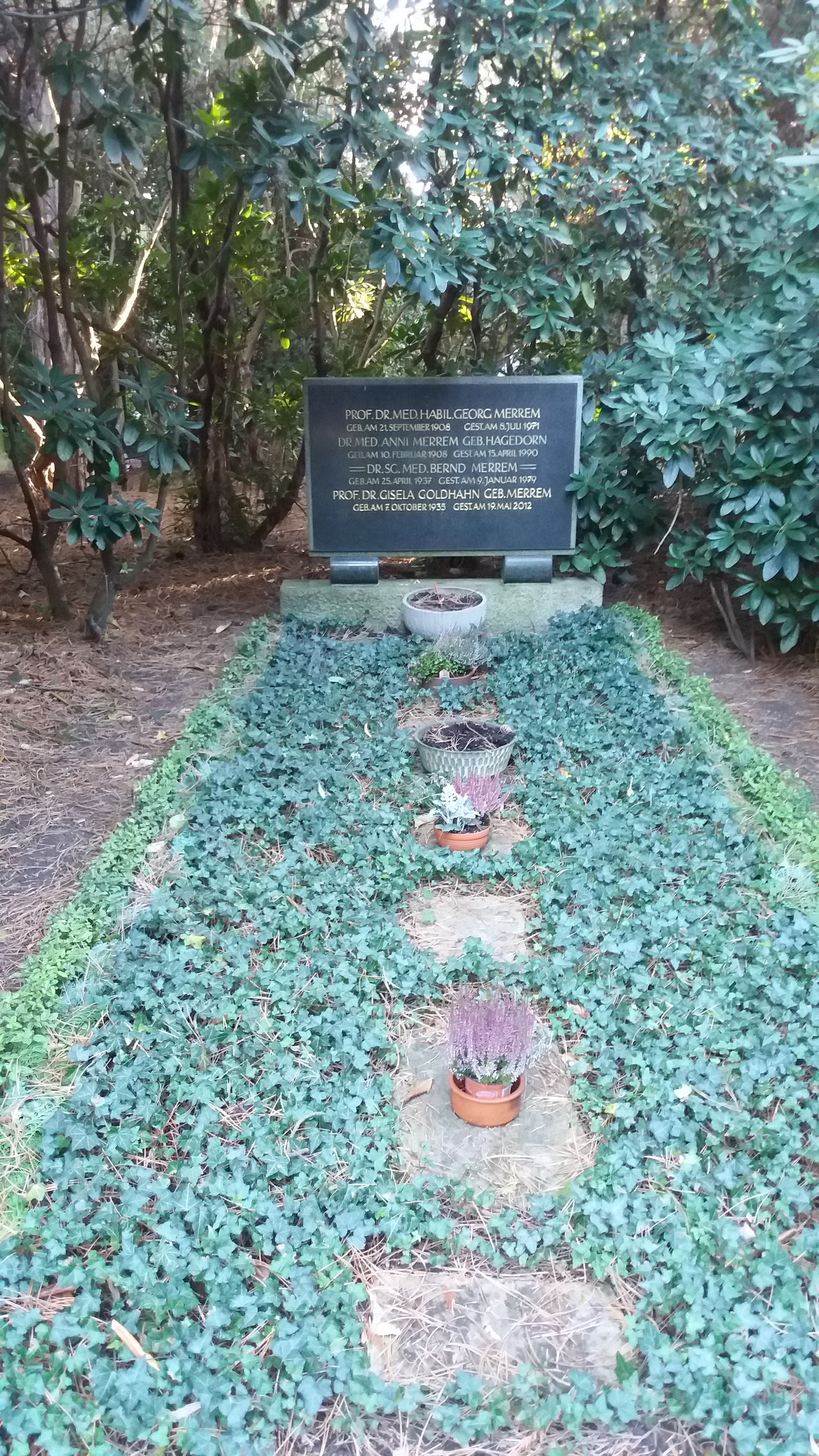
Grabstätte Georg Merrem und Angehörige

1969 erhielt er die Fedor-Krause-Medaille (und wurde Ehrenmitglied der Deutschen Gesellschaft für Neurochirurgie), 1960 die Hufeland-Medaille und 1961 wurde er Verdienter Arzt des Volkes. 1960 wurde er Mitglied der Sächsischen Akademie der Wissenschaften und 1963 der Leopoldina. 1960 bis 1962 war er zweiter Vorsitzender der Deutschen Gesellschaft für Neurochirurgie. 1960 wurde er Mitglied der Deutschen Akademie der Wissenschaften zu Berlin (Sektion Chirurgie) und 1963 war er Mitgründer und bis 1966 erster Vorsitzender der Gesellschaft für Neurochirurgie der DDR.
Seine Grabstätte befindet sich auf dem Leipziger Südfriedhof.
Er war mit Anni Merrem, geborene Hagedorn, verheiratet.

## Schriften
- Die klinisch-biologische Wertigkeit der Hirngeschwulste, Akademie Verlag 1962
- Lehrbuch der Neurochirurgie, Berlin: Volk und Gesundheit, 3. Auflage 1970
- mit W. E. Goldhahn: Neurochirurgische Operationen, Springer, 2. Auflage 1981
- mit H. Fried: Die Neurochirurgische Klinik der Karl-Marx-Universität Leipzig : Aufbau und Ergebnisse von 1949 – 1964. Leipzig: Barth, 1964